# Frédéric Guillaume (réalisateur suisse)
Pour les articles homonymes, voir Frédéric Guillaume et Guillaume.
Frédéric Guillaume est un réalisateur et illustrateur suisse de films d'animation né en 1976 à Fribourg. Il travaille en collaboration avec son frère Samuel Guillaume au sein de la société Cine3D.

## Filmographie

### En tant que réalisateur
- 1998 : Le Petit Manchot qui voulait une glace (court métrage)
- 2008 : Max & Co
- 2010 : Le trio de fantômes (court métrage)
- 2012 : Les bidules de Jules (série)
- 2012 : La Nuit de l'Ours (court métrage)
- 2015 : Le Conte des sables d’or (court métrage)
- 2017 : Ceci n’est pas un tableau (série)
- 2018 : Le Renard et l'Oisille (court métrage)

### En tant que producteur
- 2016 : Marmots (série) de Irmgardt Walthert et Adrian Flückiger
- 2018 : Dimanche (court métrage) de Gaël Kyriakidis et Fanny Dreyer

## Scénographie/ vidéo pour le théâtre
- 2015 : L'Illusion Comique (mise en scène Geneviève Pasquier et Nicolas Rossier)
- 2018 : Le Loup des Sables (mise en scène Geneviève Pasquier et Nicolas Rossier)

## Muséographie
- 2019 : Cot Cot Codec Musée d'Histoire Naturelle Fribourg

## Récompenses
- 2008 : Festival international du film d'animation d'Annecy - Prix du Public pour Max & Co
- 2008 : nomination au Prix du cinéma suisse - Meilleur film de fiction pour Max & Co
- 2012 : lauréat du Prix du cinéma suisse - Meilleur film d'animation pour La Nuit de l'Ours
- 2012 : lauréat Aspen Shortfest - Best Animation pour La Nuit de l'Ours
- 2012 : lauréat Fantoche - Audience Award et Best Swiss pour La Nuit de l'Ours

## Autres activités
- Membre fondateur de la Coopérative Maison des Artistes de Fribourg.
- Responsable du domaine animation au sein de la Fondation suisse pour la formation continue dans le domaine de l'audio-visuel[3].
- Membre de l'Académie du Prix du Cinéma Suisse.